# Wimbledon 2005

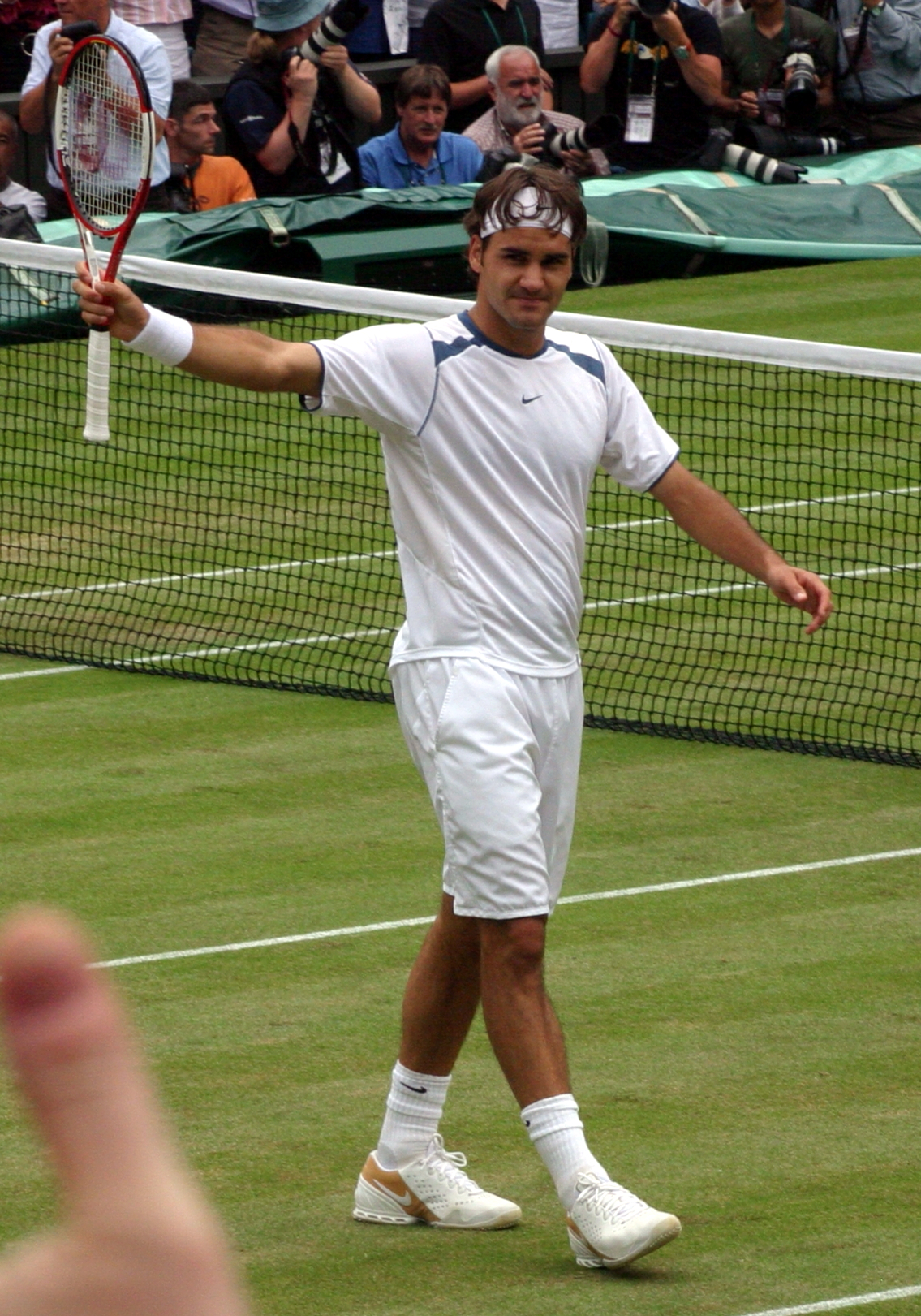
Roger Federer na zijn winnende punt in de halve finale

De 119e editie van het Britse grandslamtoernooi, Wimbledon 2005, werd gehouden van maandag 20 juni tot en met zondag 3 juli 2005. Voor de vrouwen was het de 112e editie van het graskampioenschap. Het toernooi werd gespeeld bij de All England Lawn Tennis and Croquet Club in de wijk Wimbledon van de Britse hoofdstad Londen.
Op de eerste zondag tijdens het toernooi (Middle Sunday) werd traditioneel niet gespeeld.
Het toernooi van 2005 trok 467.188 toeschouwers.

## Belangrijkste uitslagen
Mannenenkelspel

Finale: Roger Federer (Zwitserland) won van Andy Roddick (Verenigde Staten) met 6-2, 7-6, 6-4
- Er deden slechts twee Nederlanders mee, namelijk Peter Wessels en Raemon Sluiter, en vijf Belgen, te weten Christophe Rochus, Dick Norman, Olivier Rochus, Gilles Elseneer en Xavier Malisse.

Vrouwenenkelspel

Finale: Venus Williams (Verenigde Staten) won van Lindsay Davenport (Verenigde Staten) met 4-6, 7-6, 9-7
- Er deden geen Nederlandse speelsters mee, maar wel drie Belgische dames: Kim Clijsters, Els Callens en Justine Henin-Hardenne.

Mannendubbelspel

Finale: Stephen Huss (Australië) en Wesley Moodie (Zuid-Afrika) wonnen van Bob Bryan (Verenigde Staten) en Mike Bryan (Verenigde Staten) met 7-6, 6-3, 6-7, 6-3
Vrouwendubbelspel

Finale: Cara Black (Zimbabwe) en Liezel Huber (Zuid-Afrika) wonnen van Svetlana Koeznetsova (Rusland) en Amélie Mauresmo (Frankrijk) met 6-2, 6-1
Gemengd dubbelspel

Finale: Mary Pierce (Frankrijk) en Mahesh Bhupathi (India) wonnen van Tetjana Perebyjnis (Oekraïne) en Paul Hanley (Australië) met 6-4, 6-2
Rolstoelmannendubbelspel

Finale: Michaël Jeremiasz (Frankrijk) en Jayant Mistry (Verenigd Koninkrijk) wonnen van David Hall (Australië) en Martin Legner (Oostenrijk) met 4-6, 6-3, 7-6
Meisjesenkelspel

Finale: Agnieszka Radwańska (Polen) won van Tamira Paszek (Oostenrijk) met 6-3, 6-4
Meisjesdubbelspel

Finale: Viktoryja Azarenka (Wit-Rusland) en Ágnes Szávay (Hongarije) wonnen van Marina Erakovic (Nieuw-Zeeland) en Monica Niculescu (Roemenië) met 6-7, 6-2, 6-0
Jongensenkelspel

Finale: Jeremy Chardy (Frankrijk) won van Robin Haase (Nederland) met 6-4, 6-3
Jongensdubbelspel

Finale: Jesse Levine (Verenigde Staten) en Michael Shabaz (Verenigde Staten) wonnen van Samuel Groth (Australië) en Andrew Kennaugh (Groot-Brittannië) met 6-4, 6-1

## Resultaten van de Belgen
Damesenkelspel
- Justine Henin-Hardenne (7e reekshoofd):
  - 1e ronde: verslagen door Eléni Daniilídou (Griekenland)

- Kim Clijsters (15e reekshoofd):
  - 1e ronde: won van Katie O'Brien (Groot-Brittannië)
  - 2e ronde: won van Marissa Irvin (Verenigde Staten)
  - 3e ronde: won van Roberta Vinci (Italië)
  - 4e ronde: verslagen door Lindsay Davenport (Verenigde Staten, 1e reekshoofd)

- Els Callens:
  - 1e ronde: verslagen door Maria Kirilenko (Rusland)

Herenenkelspel
- Gilles Elseneer:
  - 1e ronde: won van Potito Starace (Italië)
  - 2e ronde: verslagen door Richard Gasquet (Frankrijk, 27e reekshoofd)

- Xavier Malisse:
  - 1e ronde: won van Jonathan Marray (Groot-Brittannië)
  - 2e ronde: verslagen door Guillermo Coria (Argentinië, 15e reekshoofd)

- Dick Norman:
  - 1e ronde: verslagen door Taylor Dent (Verenigde Staten, 24e reekshoofd)

- Christophe Rochus:
  - 1e ronde: verslagen door Lleyton Hewitt (Australië, 3e reekshoofd)

- Olivier Rochus:
  - 33e reekshoofd, hoewel er slechts 32 reekshoofden worden aangewezen. Maar omdat het 7e reekshoofd Guillermo Cañas (Argentinië) in extremis zich afmeldde voor het toernooi, werd Rochus als eerstvolgend gerangschikte speler tot 33e reekshoofd benoemd en nam hij Cañas' plaats op de tabel in.
  - 1e ronde: won van Paul Goldstein (Verenigde Staten)
  - 2e ronde: verslagen door Maks Mirni (Wit-Rusland)

## Resultaten van de Nederlanders
Herenenkelspel
- Raemon Sluiter:
  - 1e ronde: verslagen door David Nalbandian (Argentinië, 18e reekshoofd)

- Peter Wessels:
  - 1e ronde: verslagen door Jiří Novák (Tsjechië, 28e reekshoofd)

## Toeschouwersaantallen en bezoekerscapaciteit
|           |        | Eerste week |         | Tweede week |
| --------- | ------ | ----------- | ------- | ----------- |
| Maandag   |        | 38.228      |         | 41.386      |
| Dinsdag   | 39.685 | 35.030      |         |             |
| Woensdag  | 42.100 | 35.673      |         |             |
| Donderdag | 42.228 | 28.744      |         |             |
| Vrijdag   | 37.242 | 29.700      |         |             |
| Zaterdag  | 38.837 | 28.333      |         |             |
| Zondag    | –      | 30.002      |         |             |
| Totaal    |        | 467.188     | 467.188 | 467.188     |

|  | = slecht weer (meer dan twee uur niet gespeeld) |
|  | = gehele dag niet gespeeld, vanwege de regen    |

| Baan                           | Zitplaatsen                    | Staanplaatsen                  |                                | Baan                           | Zitplaatsen |
| ------------------------------ | ------------------------------ | ------------------------------ | ------------------------------ | ------------------------------ | ----------- |
| Centre Court                   | 13.802                         | –                              |                                | Court No. 10                   | –           |
| Court No. 1                    | 11.429                         | –                              | Court No. 11                   | 448                            |             |
| Court No. 2                    | 2.192                          | 770                            | Court No. 13                   | 1.541                          |             |
| Court No. 3                    | 800                            | –                              | Court No. 14                   | 312                            |             |
| Court No. 4                    | –                              | –                              | Court No. 15                   | 318                            |             |
| Court No. 5                    | 120                            | –                              | Court No. 16                   | 312                            |             |
| Court No. 6                    | 250                            | –                              | Court No. 17                   | 309                            |             |
| Court No. 7                    | 250                            | –                              | Court No. 18                   | 782                            |             |
| Court No. 8                    | –                              | –                              | Court No. 19                   | 302                            |             |
| Court No. 9                    | –                              | –                              |                                |                                |             |
| Totaal zitplaatsen             | Totaal zitplaatsen             | Totaal zitplaatsen             | Totaal zitplaatsen             | Totaal zitplaatsen             | 33.167      |
| Totaal staanplaatsen           | Totaal staanplaatsen           | Totaal staanplaatsen           | Totaal staanplaatsen           | Totaal staanplaatsen           | 770         |
|                                |                                |                                |                                |                                |             |
| Bezoekerscapaciteit tennispark | Bezoekerscapaciteit tennispark | Bezoekerscapaciteit tennispark | Bezoekerscapaciteit tennispark | Bezoekerscapaciteit tennispark | 35.500      |

## Uitzendrechten
In Nederland was Wimbledon te zien bij de lineaire televisiezender RTL 5. RTL 5 deed dagelijks vanaf 13.00 uur rechtstreeks verslag vanuit een studio naast de tennisvelden in Londen. Dagelijks om 21.45 uur werd de dag samengevat in 'Wimbledon Today'.
Verder kon het toernooi ook gevolgd worden bij de Britse publieke omroep BBC, waar uitgebreid live-verslag werd gedaan op de zenders BBC One en BBC Two.
1877 · 1878 · 1879 · 1880 · 1881 · 1882 · 1883 · 1884 · 1885 · 1886 · 1887 · 1888 · 1889 · 1890 · 1891 · 1892 · 1893 · 1894 · 1895 · 1896 · 1897 · 1898 · 1899 · 1900 · 1901 · 1902 · 1903 · 1904 · 1905 · 1906 · 1907 · 1908 · 1909 · 1910 · 1911 · 1912 · 1913 · 1914 · 1915–1918 · 1919 · 1920 · 1921 · 1922 · 1923 · 1924 · 1925 · 1926 · 1927 · 1928 · 1929 · 1930 · 1931 · 1932 · 1933 · 1934 · 1935 · 1936 · 1937 · 1938 · 1939 · 1940–1945 · 1946 · 1947 · 1948 · 1949 · 1950 · 1951 · 1952 · 1953 · 1954 · 1955 · 1956 · 1957 · 1958 · 1959 · 1960 · 1961 · 1962 · 1963 · 1964 · 1965 · 1966 · 1967
↓ open tijdperk ↓
1968 (m-v-md-vd-gd) · 1969 (m-v-md-vd-gd) · 1970 (m-v-md-vd-gd) · 1971 (m-v-md-vd-gd) · 1972 (m-v-md-vd-gd) · 1973 (m-v-md-vd-gd) · 1974 (m-v-md-vd-gd) · 1975 (m-v-md-vd-gd) · 1976 (m-v-md-vd-gd) · 1977 (m-v-md-vd-gd) · 1978 (m-v-md-vd-gd) · 1979 (m-v-md-vd-gd) · 1980 (m-v-md-vd-gd) · 1981 (m-v-md-vd-gd) · 1982 (m-v-md-vd-gd) · 1983 (m-v-md-vd-gd) · 1984 (m-v-md-vd-gd) · 1985 (m-v-md-vd-gd) · 1986 (m-v-md-vd-gd) · 1987 (m-v-md-vd-gd) · 1988 (m-v-md-vd-gd) · 1989 (m-v-md-vd-gd) · 1990 (m-v-md-vd-gd) · 1991 (m-v-md-vd-gd) · 1992 (m-v-md-vd-gd) · 1993 (m-v-md-vd-gd) · 1994 (m-v-md-vd-gd) · 1995 (m-v-md-vd-gd) · 1996 (m-v-md-vd-gd) · 1997 (m-v-md-vd-gd) · 1998 (m-v-md-vd-gd) · 1999 (m-v-md-vd-gd) · 2000 (m-v-md-vd-gd) · 2001 (m-v-md-vd-gd) · 2002 (m-v-md-vd-gd) · 2003 (m-v-md-vd-gd) · 2004 (m-v-md-vd-gd) · 2005 (m-v-md-vd-gd) · 2006 (m-v-md-vd-gd) · 2007 (m-v-md-vd-gd) · 2008 (m-v-md-vd-gd) · 2009 (m-v-md-vd-gd) · 2010 (m-v-md-vd-gd) · 2011 (m-v-md-vd-gd) · 2012 (m-v-md-vd-gd) · 2013 (m-v-md-vd-gd) · 2014 (m-v-md-vd-gd) · 2015 (m-v-md-vd-gd) · 2016 (m-v-md-vd-gd) · 2017 (m-v-md-vd-gd) · 2018 (m-v-md-vd-gd) · 2019 (m-v-md-vd-gd) · 2020 · 2021 (m-v-md-vd-gd) · 2022 (m-v-md-vd-gd) · 2023 (m-v-md-vd-gd) · 2024 (m-v-md-vd-gd)
Lijst van Wimbledonwinnaars · Toernooien per editie